# Theodore Lyman
Theodore Lyman (Waltham (Massachusetts), 23 augustus 1833 - Nahant, Essex County (Massachusetts), 9 september 1897) was een natuurwetenschapper, officier tijdens de Amerikaanse Burgeroorlog, en van 1883 tot 1885 congreslid als afgevaardigde van Massachusetts.

## Biografie
Theodore Lyman werd geboren in 1933 in Waltham, een voorstad van Boston, als zoon van Theodore Lyman II, Democratische burgemeester van Boston, en Mary Henderson, telg uit een gegoede New Yorkse familie. Het familiefortuin was afkomstig van een scheepvaartmaatschappij in York in Maine, die door de grootvader van Theodore in de negentiger jaren van de achttiende eeuw was opgericht. Theodore's moeder overleed plotseling in 1836, waarop zijn vader het burgemeestersambt neerlegde. Theodore (Ted, voor vrienden en familie) kreeg onderwijs van privédocenten, en maakte met zijn vader een uitgebreide reis door Europa. In 1849 overleed ook zijn vader echter plotseling aan de gevolgen van een beroerte. Van zijn vader erfde hij, naast een aanzienlijk bedrag in geld en aandelen, 60 acres (24 hectare) land met een boerderij genaamd Singletree in Brookline (Massachusetts).
De echtgenoot van zijn oudere zuster Cora, Howland Shaw, zorgde ervoor dat Theodore naar Harvard University kon, waar hij in 1855 als een van de besten van zijn jaar zijn bachelordiploma haalde. Hij ging daarop naar "Lawrence Scientific School" (onderdeel van Harvard University), waar hij onder meer lessen volgde bij Louis Agassiz. In 1858 studeerde hij daar cum laude af. Lyman werd een van de medeoprichters van "Harvards Museum of Comparative Anatomy". Hij richtte zich vanaf dat moment op onderzoek aan stekelhuidigen.
In 1858 huwde Lyman Elizabeth Russell, dochter van de rijke industrieel George Robert Russell. Aan de vooravond van de Amerikaanse Burgeroorlog vertrokken Lyman en zijn echtgenote naar Europa voor een "grand tour" langs de Europese hoofdsteden. Hun eerste kind, Cora, werd in 1862 in Florence geboren.
Lyman keerde in mei 1863 terug in de Verenigde Staten en werd staflid van generaal George Meade in het leger van de Unie. Hij diende daar tot het einde van de oorlog op 20 april 1865. Hij was onder meer archivaris van het hoofdkwartier van Meade, en hij hield een nauwgezet dagboek bij van de oorlogshandelingen. Zijn brieven en aantekeningen zijn na zijn dood gepubliceerd onder de titel "With Grant and Meade from the Wilderness to Appomattox". Het werk geldt als een belangrijk ooggetuigenverslag van de burgeroorlog.
Na de oorlog werd hij lid van de "State Fishery Commission", later van de "Federal Commission". Hij werd een overseer (inspecteur) van Harvard University, en in die functie wendde hij zijn invloed aan bij de benoeming van zijn neef Charles William Eliot als President of Harvard, een functie die Eliot daarna bijna veertig jaar bekleedde.
In 1882 werd Lyman als onafhankelijk republikeins kandidaat en afgevaardigde van Massachusetts gekozen in het Huis van Afgevaardigden. Hij diende een enkele termijn, van 4 maart 1883 tot 3 maart 1885. De coalitie waarvoor hij gekozen was viel tegen 1885 uiteen, en hij werd niet genomineerd voor een tweede termijn. Het archief van het "United States Congress" vermeldt dat hij op grond van zijn verslechterende gezondheid niet terugkeerde.
Zijn dochter Cora was in 1873 overleden. In 1874 schonk Elizabeth het leven aan een zoon, Theodore (de latere natuurkundige, ontdekker van de Lymanreeks), in 1878 gevolgd door een tweede zoon, Henry. Na zijn termijn als parlementslid trok Lyman zich terug in Singletree in Brookline, en verdeelde zijn tijd tussen de opvoeding van zijn zoons en werk voor het Museum of Comparative Zoölogy. Een zenuwziekte waardoor hij geleidelijk verlamd raakte maakte het hem in de laatste tien jaar van zijn leven steeds moeilijker om zijn werk uit te voeren.
Lyman was lid van de American Academy of Arts and Sciences en van de National Academy of Sciences. Gedurende zijn leven kocht hij honderden acres land aan in Buttermilk Bay (Cape Cod), om die te beschermen als paaigronden voor de bronforel (sea run brook trout). Het reservaat bestaat nog onder de naam "Lyman Reserve". Zijn wetenschappelijk werk beslaat een periode van 25 jaar waarin hij enkele honderden nieuwe namen voor geslachten en soorten van stekelhuidigen, vooral slangsterren, publiceerde.

## Publicaties
| 1859. | On a new species of coral. Proceedings of the Boston Society of Natural History 6: 260-263 BHL |
| 1860. | Descriptions of new Ophiuridae, belonging to the Smithsonian Institution and to the Museum of Comparative Zoölogy at Cambridge. Proceedings of the Boston Society of Natural History 7: 193-204 BHL |
| -     | Descriptions of new Ophiuridae, belonging to the Smithsonian Institution and to the Museum of Comparative Zoölogy at Cambridge. Proceedings of the Boston Society of Natural History 7: 252-262 BHL |
| -     | A description of a new starfish. Proceedings of the Boston Society of Natural History 7: 424-425 BHL |
| 1862. | Descriptions of new Ophiuridae. Proceedings of the Boston Society of Natural History 8: 75-86 BHL |
| 1865. | Ophiuridae and Astrophytidae. Illustrated Catalogue of the Museum of Comparative Zoölogy at Harvard College 1: 1-200 BHL |
| 1869. | Preliminary report on the Ophiuridae and Astrophytidae dredged in deep water between Cuba and Florida Reef. Bulletin of the Museum of Comparative Zoölogy at Harvard College 1(10): 309-354 BHL |
| 1871. | Supplement to the Ophiuridae and Astrophytidae. Illustrated Catalogue of the Museum of Comparative Zoölogy at Harvard College 6: 1-17 BHL |
| 1872. | Note sur les Ophiurides et Euryales qui se trouvent dans les collections du Muséum d’Histoire Naturelle de Paris. Annales des Sciences Naturelles, Zoologie et Paléontologie ser. 5 16(4): 1-8 BHL |
| 1874. | Ophiuridae and Astrophytidae, new and old. Bulletin of the Museum of Comparative Zoölogy at Harvard College 3(10): 221-272 BHL |
| 1875. | Zoölogical Results of the Hassler Expedition. 2. Ophiuridae and Astrophytidae. Illustrated catalogue of the Museum of Comparative Zoölogy at Harvard College 8(2): 1-34 BHL |
| 1878. | Ophiuridae and Astrophytidae of the exploring voyage of H.M.S. "Challenger", under Prof. Sir Wyville Thomson, F.R.S. Part 1. Bulletin of the Museum of Comparative Zoölogy at Harvard College 5(7): 65-168 BHL |
| -     | Reports on the Dredging Operations of the United States Coast Survey Steamer "Blake." II. Ophiurans and Astrophytons. Bulletin of the Museum of Comparative Zoölogy at Harvard College 5(9): 217-238 BHL |
| 1879. | Ophiuridae and Astrophytidae of the exploring voyage of H.M.S. "Challenger", under Prof. Sir Wyville Thomson, F.R.S. Part II. Bulletin of the Museum of Comparative Zoölogy at Harvard College 6(1): 17-84 BHL |
| 1880. | A structural feature, hitherto unknown among Echinodermata, found in deep-sea ophiurans. Anniversary memoirs of the Boston Society of Natural History: 1-12 BHL |
| 1882. | Report on the Ophiuroidea dredged by H.M.S. Challenger during the years 1873-1876. Report on the Scientific Results of the Voyage of H.M.S. Challenger during the years 1873-76. Zoology 5(14): 1-386 BHL |
| 1883. | Reports on the Results of Dredging, under the Supervision of Alexander Agassiz, in the Caribbean Sea in 1878-79, and along the Atlantic Coast of the United States during the Summer of 1880, by the U.S. Coast Survey Steamer "Blake." XX. Report on the Ophiuroidea. Bulletin of the Museum of Comparative Zoölogy at Harvard College 10(6): 227-287 BHL |

- Bibliothèque nationale de France: cb12562053m (data)
- Stuttgart Database of Scientific Illustrators 1450–1950: 8605
- Gemeinsame Normdatei: 117332836
- International Standard Name Identifier: 0000 0000 6306 4299
- Library of Congress Control Number: n89103772
- Nationale bibliotheek van Australië: 35316808
- Nederlandse Thesaurus van Auteursnamen: 204848350
- SNAC: w6jd55d8
- Système universitaire de documentation: 067719252
- Trove: 909274
- Biographical Directory of the United States Congress: L000529
- Virtual International Authority File: 7505132
- WorldCat: E39PBJyRCGmBbjqCbyGxW9MF8C